# Lijst van parken en reservaten in Newfoundland en Labrador
Dit is een lijst van parken en reservaten in de Canadese provincie Newfoundland en Labrador. De lijst bevat naast Canadese nationale parken, ook alle provinciale parken, provinciale parkreservaten, wildernisreservaten, ecologische reservaten en trekvogelreservaten van de provincie.

## Nationale parken
In Newfoundland en Labrador bevinden zich vier Canadese nationale parken (national parks), waarvan twee op Newfoundland en twee in Labrador. Het Nationaal Park Mealy Mountains heeft officieel nog de status van national park reserve. De vier parken beslaan een cumulatieve oppervlakte van 22.604 km².
| Naam                             | Ligging      | Oppervlakte | Oprichting |
| -------------------------------- | ------------ | ----------- | ---------- |
| Nationaal Park Gros Morne        | Newfoundland | 1805 km²    | 1973       |
| Nationaal Park Mealy Mountains   | Labrador     | 10700 km²   | 2015       |
| Nationaal Park Terra Nova        | Newfoundland | 399 km²     | 1957       |
| Nationaal Park Torngat Mountains | Labrador     | 9700 km²    | 2008       |

## Provinciale parken
Newfoundland en Labrador heeft 32 provinciale parken (provincial parks), waarvan 30 op Newfoundland en twee in Labrador. Tezamen beslaan deze parken een cumulatieve oppervlakte van ruim 338 km².
Door een besluit in het kader van provinciale besparingsmaatregelen werden bezoekersfaciliteiten (zoals kampeerterreinen) van tien provinciale parken geprivatiseerd in 1995–1997. De tien parken die sinds dan iets kleiner zijn en geen eigen faciliteiten meer bieden worden ook wel provinciale parkreservaten (provincial park reserves) genoemd, al zijn het officieel ook provinciale parken.
| Naam                                          | Statuut      | Ligging      | Oppervlakte    | Oprichting |
| --------------------------------------------- | ------------ | ------------ | -------------- | ---------- |
| Provinciaal Park Barachois Pond               | Park         | Newfoundland | 34,96 km²      | 1961       |
| Provinciaal Park Bellevue Beach               | Park reserve | Newfoundland | 0,70 km²       | 1960       |
| Provinciaal Park Blow Me Down                 | Park         | Newfoundland | 2,26 km²       | 1975       |
| Provinciaal Park Butter Pot                   | Park         | Newfoundland | 28,33 km²      | 1958       |
| Provinciaal Park Cataracts                    | Park         | Newfoundland | 1,72 km²       | 1980       |
| Provinciaal Park Chance Cove                  | Park         | Newfoundland | 20,68 km²      | 1976       |
| Provinciaal Park Cheeseman                    | Park         | Newfoundland | 1,84 km²       | 1960       |
| Provinciaal Park Codroy Valley                | Park         | Newfoundland | 0,25 km²       | 1978       |
| Provinciaal Park Deadman's Bay                | Park         | Newfoundland | 0,72 km²       | 1978       |
| Provinciaal Park Dildo Run                    | Park         | Newfoundland | 3,28 km²       | 1978       |
| Provinciaal Park Duley Lake                   | Park reserve | Labrador     | 6,90 km²       | 1975       |
| Provinciaal Park Dungeon                      | Park         | Newfoundland | 0,02 km²       | 1983       |
| Provinciaal Park Fitzgerald's Pond            | Park reserve | Newfoundland | 1,63 km²       | 1978       |
| Provinciaal Park Flatwater Pond               | Park reserve | Newfoundland | 0,87 km²       | 1991       |
| Provinciaal Park Frenchman's Cove             | Park         | Newfoundland | 0,51 km²       | 1970       |
| Provinciaal Park Gooseberry Cove              | Park         | Newfoundland | 0,03 km²       | 1980       |
| Provinciaal Park Grand Codroy                 | Park reserve | Newfoundland | 0,09 km²       | 1970       |
| Provinciaal Park Jack's Pond                  | Park reserve | Newfoundland | 3,44 km²       | 1960       |
| Provinciaal Park Jipujijkuei Kuespem          | Park reserve | Newfoundland | 6,69 km²       | 1985       |
| Provinciaal Park Jonathan's Pond              | Park reserve | Newfoundland | 3,43 km²       | 1978       |
| Provinciaal Park La Manche                    | Park         | Newfoundland | 14,39 km²      | 1975       |
| Provinciaal Park Lockston Path                | Park         | Newfoundland | 7,73 km²       | 1967       |
| Provinciaal Park Main River Waterway          | Park         | Newfoundland | 151,79 km²     | 2009       |
| Provinciaal Park Marine Drive                 | Park reserve | Newfoundland | 6,17 km²       | 1981       |
| Provinciaal Park Newfoundland T'Railway       | Park         | Newfoundland | 2,00 km² (ca.) | 1997       |
| Provinciaal Park Notre Dame                   | Park         | Newfoundland | 1,13 km²       | 1960       |
| Provinciaal Park Pinware River                | Park         | Labrador     | 0,68 km²       | 1975       |
| Provinciaal Park Pistolet Bay                 | Park         | Newfoundland | 8,97 km²       | 1987       |
| Provinciaal Park Sandbanks                    | Park         | Newfoundland | 2,32 km²       | 1985       |
| Provinciaal Park Sir Richard Squires Memorial | Park         | Newfoundland | 15,74 km²      | 1954       |
| Provinciaal Park The Arches                   | Park         | Newfoundland | 0,13 km²       | 1980       |
| Provinciaal Park Windmill Bight               | Park reserve | Newfoundland | 3,18 km²       | 1968       |

## Wildernis- en ecologische reservaten
De wildernis- en ecologische reservaten (wilderness and ecological reserves) van Newfoundland en Labrador hebben – naargelang het reservaat – als doel stukken wildernis, kwetsbare fauna en flora, de biodiversiteit van bepaalde gebieden of fossiele vindplaatsen te bewaren. De provincie telt 20 zulke reservaten, waarvan 18 op Newfoundland en twee in Labrador. Ze zijn opgedeeld in vier verschillende types: wildernisreservaten (wilderness reserves), botanische ecologische reservaten (botanical ecological reserves), ecologische reservaten voor zeevogels (seabird ecological reserves) en ecologische reservaten ter bescherming van fossielen (fossil ecological reserves).
De 20 verschillende types reservaten beslaan tezamen een cumulatieve oppervlakte van ruim 4.292 km².
| Naam                                               | Type      | Ligging      | Oppervlakte | Oprichting |
| -------------------------------------------------- | --------- | ------------ | ----------- | ---------- |
| Ecologisch Reservaat Baccalieu Island              | Zeevogels | Newfoundland | 23,00 km²   | 1995       |
| Ecologisch Reservaat Burnt Cape                    | Botanisch | Newfoundland | 3,60 km²    | 2000       |
| Ecologisch Reservaat Cape St. Mary's               | Zeevogels | Newfoundland | 64,00 km²   | 1983       |
| Ecologisch Reservaat Fortune Head                  | Fossielen | Newfoundland | 2,21 km²    | 1992       |
| Ecologisch Reservaat Funk Island                   | Zeevogels | Newfoundland | 5,20 km²    | 1983       |
| Ecologisch Reservaat Gannet Islands                | Zeevogels | Labrador     | 22,00 km²   | 1983       |
| Ecologisch Reservaat Hare Bay Islands              | Zeevogels | Newfoundland | 21,00 km²   | 1983       |
| Ecologisch Reservaat Hawk Hill                     | Botanisch | Newfoundland | 2,10 km²    | 1992       |
| Ecologisch Reservaat King George IV                | Botanisch | Newfoundland | 18,40 km²   | 1997       |
| Ecologisch Reservaat Lawn Bay                      | Zeevogels | Newfoundland | 3,76 km²    | 2015       |
| Ecologisch Reservaat Mistaken Point                | Fossielen | Newfoundland | 5,70 km²    | 1987       |
| Ecologisch Reservaat Redfir Lake-Kapitagas Channel | Botanisch | Labrador     | 82,00 km²   | 1999       |
| Ecologisch Reservaat Sandy Cove                    | Botanisch | Newfoundland | 0,11 km²    | 2013       |
| Ecologisch Reservaat Table Point                   | Fossielen | Newfoundland | 1,16 km²    | 1990       |
| Ecologisch Reservaat Watts Point                   | Botanisch | Newfoundland | 30,90 km²   | 1990       |
| Ecologisch Reservaat West Brook                    | Botanisch | Newfoundland | 11,00 km²   | 1993       |
| Ecologisch Reservaat Witless Bay                   | Zeevogels | Newfoundland | 31,00 km²   | 1983       |
| Wildernisreservaat Avalon                          | Wildernis | Newfoundland | 1070,00 km² | 1986       |
| Wildernisreservaat Bay du Nord                     | Wildernis | Newfoundland | 2895,00 km² | 1990       |

## Trekvogelreservaten
In de provincie Newfoundland en Labrador bevinden zich drie trekvogelreservaten ("Migratory Bird Sanctuaries"). Het betreft federale reservaten die onder toezicht van de Canadian Wildlife Service staan. Tezamen beslaan de trekvogelreservaten een cumulatieve oppervlakte van 10,36 km².
| Naam                               | Ligging       | Oppervlakte | Oprichting |
| ---------------------------------- | ------------- | ----------- | ---------- |
| Trekvogelreservaat Île aux Canes   | Grey-eilanden | 1,50 km²    | 1991       |
| Trekvogelreservaat Shepherd Island | Grey-eilanden | 0,16 km²    | 1991       |
| Trekvogelreservaat Terra Nova      | Newfoundland  | 8,70 km²    | 1967       |

## Andere federaal of provinciaal beschermde gebieden
Dit kopje bevat parken en reservaten die door de federale of provinciale overheid beheerd worden en niet in een van bovenstaande categorieën thuishoren. Het betreft meer bepaald drie wildreservaten, twee beschermede maritieme gebieden, één wildpark, één publiek reservaat en één speciaal beheergebied. Onderstaande gebieden beslaan een cumulatieve oppervlakte van 1.496,09 km². 
| Naam                                  | Ligging      | Oppervlakte | Type                      | Oprichting |
| ------------------------------------- | ------------ | ----------- | ------------------------- | ---------- |
| Beschermd Maritiem Gebied Eastport    | Newfoundland | 1,71 km²    | Beschermd maritiem gebied | ?          |
| Beschermd Maritiem Gebied Gilbert Bay | Newfoundland | 64,90 km²   | Beschermd maritiem gebied | ?          |
| Natuurpark Salmonier                  | Newfoundland | 14,55 km²   | Wildpark                  | 1973       |
| Publiek Reservaat Glover Island       | Newfoundland | 177,58 km²  | Publiek reservaat         | ?          |
| Speciaal Beheergebied Main River      | Newfoundland | 49,15 km²   | Speciaal beheergebied     | ?          |
| Wildreservaat Big Barasway            | Newfoundland | 1,40 km²    | Wildreservaat             | ?          |
| Wildreservaat Little Grand Lake       | Newfoundland | 568,80 km²  | Wildreservaat             | ?          |
| Wildreservaat Middle Ridge            | Newfoundland | 618,00 km²  | Wildreservaat             | ?          |

## Overige parken en reservaten
Dit kopje bevat parken en reservaten in Newfoundland en Labrador die niet tot bovenstaande categorieën behoren en die een lemma hebben op de Nederlandstalige Wikipedia. Onderstaande parken beslaan een cumulatieve oppervlakte van 28,63 km².
| Naam                     | Ligging      | Type                    | Oppervlakte | Oprichting |
| ------------------------ | ------------ | ----------------------- | ----------- | ---------- |
| Boutte du Cap Park       | Newfoundland | Park                    | 0,25 km²    | ?          |
| Bowring Park             | Newfoundland | Stadspark               | 0,81 km²    | 1914       |
| Come By Chance-estuarium | Newfoundland | Natuurgebied            | 1,90 km²    | 1995       |
| Grand Codroy-estuarium   | Newfoundland | Natuurgebied            | 9,25 km²    | 1987       |
| Harbourside Park         | Newfoundland | Stadspark               | 0,003 km²   | ?          |
| St. George's-estuarium   | Newfoundland | Natuurgebied            | 16 km²      | 1995       |
| Voisey's Brook Park      | Newfoundland | Park en recreatiegebied | 0,42 km²    | ?          |